# Banksia prionotes
Banksia prionotes é uma espécie de arbusto da família Proteaceae endêmica da Austrália. Foi descrita cientificamente pelo botânico John Lindley.